# Gloeosporium venetum
Gloeosporium venetum är en svampart som beskrevs av Speg. 1879. Gloeosporium venetum ingår i släktet Gloeosporium och familjen Dermateaceae.   Inga underarter finns listade i Catalogue of Life.